# Wilhelm Abeken
Wilhelm Ludwig Abeken (30. dubna 1813, Osnabrück – 29. ledna 1843, Mnichov) byl německý klasický archeolog.

## Životopis
Abeken byl syn Bernharda Rudolfa Abekena a bratr politického spisovatele Hermanna Abekena. Studoval od roku 1833 teologii v Berlíně, přešel však k archeologii (pod vedením Eduarda Gerharda). V roce 1836 odešel do Říma, kde se věnoval studiu starého osídlení Itálie (Etruskové, Umbrijci). Výsledky byly publikovány v posmrtně vydaném díle Mittelitalien vor den Zeiten römischer Herrschaft nach seinen Denkmalen dargestellt (Stuttgart 1843).

## Dílo
- De μιμήσεως apud Platonem et Aristotelem notione dissertatio. Scripsit Dr. Guilelmus Abeken. Prostat apud Dieterich, Gottingae 1836. pdf na google
- Mittelitalien vor den Zeiten römischer Herrschaft. Nach seinen Denkmalen. Cotta, Stuttgart und Tübingen 1843. pdf na google